# Gerard David

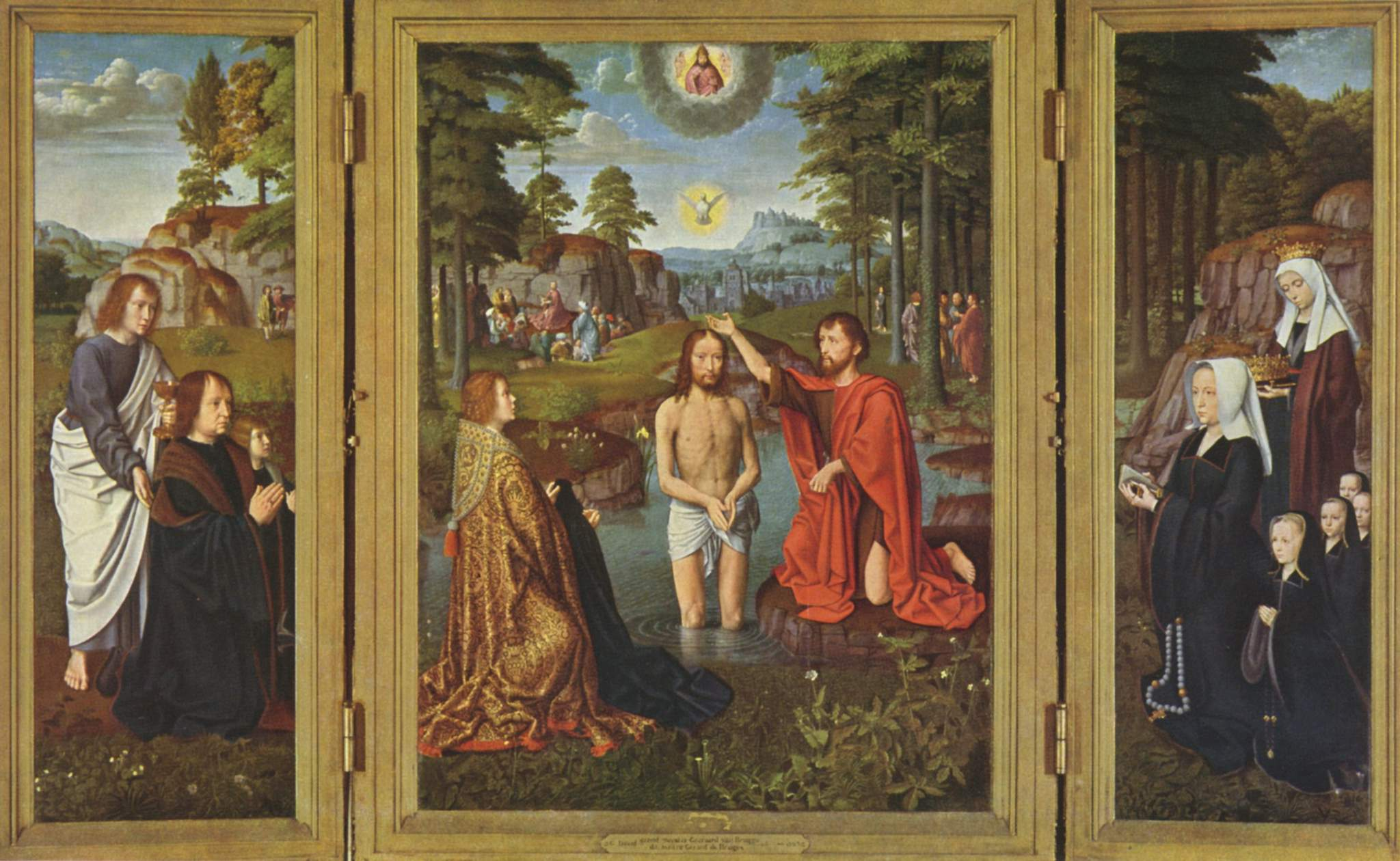
Triptychon des Jean des Trompes, um 1502–1508

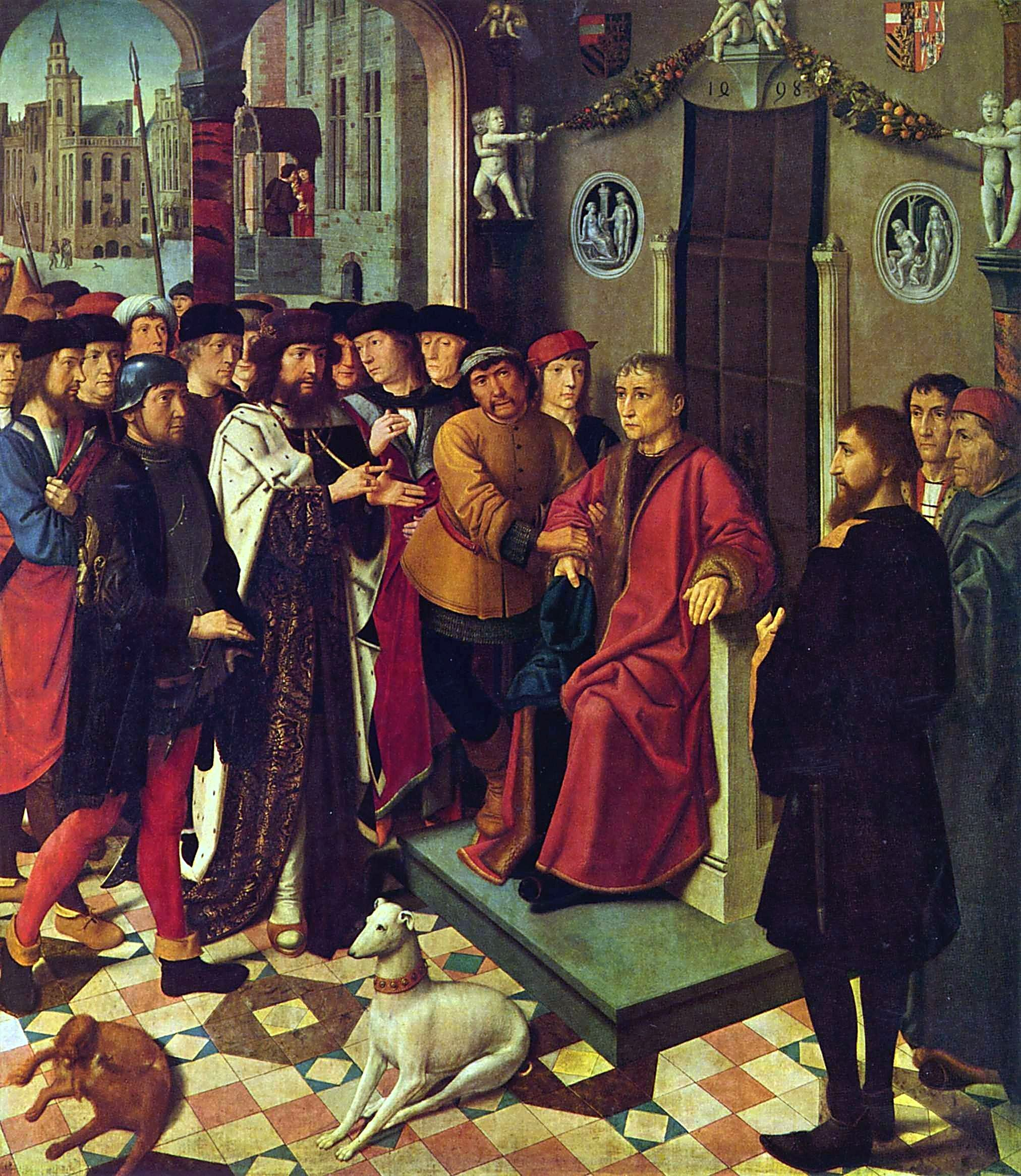
Die Gefangennahme des Sisamnes, um 1498

Gerard David (* um 1460 in Oudewater bei Gouda; † 13. August 1523 in Brügge) war ein altniederländischer Maler.

## Leben
David war der Sohn des Handwerkers Jan David aus Oudewater. 1483 kam David nach Brügge und trat im Januar des darauffolgenden Jahres als Schüler in die örtliche Malergilde ein. Beim Eintritt in die Gilde galt David bereits als Schüler von Hans Memling. Neben seiner künstlerischen Karriere wirkte er in Brügge auch kommunalpolitisch. 1488 benannte die Gilde ihn als Geschworenen für den Rat der Stadt. Danach hatte David dieses Amt noch 1495/96 und 1498/99 inne. Nach dem Tod seines Meisters Hans Memling wurde Gerard David der offizielle Stadtmaler Brügges.
Kurz vor dem Jahr 1500 heiratete David in Brügge Cornelia Cnoop, eine Tochter des Vorstehers der örtlichen Goldschmiedezunft. Mit ihr hatte er eine Tochter Barbara. Durch diese Heirat, aber auch durch seine Kunst, wurde er mit den Jahren sehr wohlhabend. Das versetzte ihn in die Lage, 1521 den Karmelitinnen vom Kloster Zion einen größeren Betrag zu leihen.
1503 wurde David in Brügge Mitglied der Laiengesellschaft Unserer Lieben Frau zum trockenen Baum. In Antwerpen wurde er 1515 in den Liggeren der St. Lukasgilde als Meister eingetragen. Im Alter von fast 70 Jahren starb Gerard David am 13. August 1523 in Brügge. Von seinen Altarbildern sind die Taufe Christi in der Akademie und die Kreuzabnahme in der Kirche St.-Basile zu Brügge, eine Madonna mit heiligen Jungfrauen und Engeln im Museum zu Rouen und ein Christus am Kreuz im Berliner Museum erhalten geblieben.

## Stil
Davids künstlerisches Schaffen zeigte schon früh einen eigenen Stil, obwohl Anlehnungen an Jan van Eyck, Rogier van der Weyden, Hugo van der Goes und seinen Lehrer Hans Memling durchaus erkennbar sind. Stilistische Ähnlichkeiten zu Davids Stil finden sich wiederum im Werk des Meisters der Andre-Madonna.

## Zugeschriebene Werkstattarbeiten (Auswahl)
- Antwerpen, Königliches Museum der Schönen Künste:
  - Die heiligen Frauen und der heilige Johannes auf Golgatha, um 1480/85 (44,8 × 41,8 cm, Öl auf Holz; Inv. Nr. 179)[1]
  - Pilatus und die Hohepriester, um 1480/85 (44,5 × 41,3 cm, Öl auf Holz; Inv. Nr. 180)[2]
- Berlin, Gemäldegalerie:
  - Kreuzigung Christi, um 1502/03 (144,6 × 101,9 cm, Öl auf Eichenholz; Inv. Nr. 573)[3]
- Brügge, Groeningemuseum:
  - Anhörung vor Cambyses, um 1498 (182,3 × 159,2 cm, Öl auf Eichenholz; Inv. Nr. 0000.GRO0040.I)[4]
  - Häutung des Sisamnes, um 1498 (182,2 × 159,4 cm, Öl auf Eichenholz; Inv. Nr. 0000.GRO0041.I)[5]
  - Triptychon mit der Taufe Christi und Stifter Jean des Trompes und seiner Familie, um 1502/08 (132,2 × 182,4 cm, Öl auf Eichenholz; Inv. Nr. 0000.GRO0035.I-0039.I)[6]
- Brüssel, Musées royaux d’art et d’histoire:
  - Anbetung der Könige, um 1500 (83,9 × 66,8 cm, Öl auf Eichenholz; Inv. Nr. 740)
  - Maria und Kind mit der Milchsuppe, um 1515 (35 × 29 cm, Öl auf Eichenholz; Inv. Nr. 3559)
- Budapest, Szépművészeti Múzeum:
  - Geburt Christi, um 1490 (76,5 × 56 cm, Öl auf Holz)
- Frankfurt, Städel Museum:
  - Der heilige Hieronymus in der Wildnis, um 1509 (31,5 × 21,8 cm, Mischtechnik auf Eichenholz; Inv. Nr. 1091)[7]
  - Verkündigung an Maria, um 1509 (40,9 × 32,1 cm, Öl auf Eichenholz; Inv. Nr. 1095)[8]
- London, National Gallery:
  - Der Kanoniker Bernardijn Salviati mit drei Heiligen, nach 1501 (103,4 × 94,3 cm, Öl auf Holz; Inv. Nr. 1045)
  - Vermählung der heiligen Katherina mit Richard van der Capelle und zwei weiblichen Heiligen, um 1510 (105,8 × 144,4 cm, Öl auf Holz; Inv. Nr. 1432)
  - Anbetung der Könige, um 1515 (60 × 59,2 cm, Öl auf Eichenholz; Inv. Nr. 1079)
  - Betender Augustinermönch, um 1515 (34,2 × 26,8 cm, Öl auf Eichenholz; Inv. Nr. 710)
  - Beweinung Christi, um 1515–23 (63 × 62,1 cm, Öl auf Eichenholz; Inv. Nr. 1078)
- München, Alte Pinakothek:
  - Anbetung der Könige, um 1495/1505 (123,7 × 166,1 cm, Öl auf Eichenholz; Inv. Nr. 715)[9]
- New York, The Metropolitan Museum of Art:
  - Kreuzigung, um 1495 (53,3 × 38,1 cm, Öl auf Holz; Inv. Nr. 09.157)[10]
  - Christus nimmt von seiner Mutter Abschied, um 1500 (15,6 × 12,1 cm, Öl auf Holz; Inv. Nr. 14.40.636)[11]
  - Segnender Christus, um 1500/05 (12,1 × 8,9 cm, Öl auf Holz; Inv. Nr. 2009.415)[12]
  - Verkündigung an Maria, 1506 (79,1 × 63,5–64,1 cm, Öl auf Holz; Inv. Nr. 50.145.9a–b)[13]
  - Kreuztragung mit Kreuzigung und Auferstehung mit Emmausjüngern, um 1510 (87,6–87,7 × 29,5–30 cm, Öl auf Eichenholz; Inv. Nr. 1975.1.119A–B)[14]
  - zwei Flügel mit der Verkündigung an Maria, um 1510 (87,6–87,7 × 29,5–30 cm, Öl auf Eichenholz; Inv. Nr. 1975.1.120A–B)[15]
  - Geburt Christi mit Stiftern und den Heiligen Hieronymus und Leonard, um 1510/15 (90,2 × 71,1 cm [Mitteltafel], Öl auf Leinwand [Übertrag von einer Holztafel]; Inv. Nr. 49.7.20a–c)[16]
  - Jungfrau und Kind mit vier Engeln, um 1510/15 (63,2 × 39,1 cm, Öl auf Holz; Inv. Nr. 1977.1.1)[17]
  - Rast auf der Flucht nach Ägypten, um 1512/15 (53,3 × 39,8 cm, Öl auf Holz; Inv. Nr. 49.7.21)[18]
  - Anbetung der Könige, um 1520 (70,5 × 73,3 cm, Öl auf Holz; Inv. Nr. 1982.60.17)[19]
- Paris, Louvre:
  - Triptychon der Familie Sedano, um 1490/95 (97 × 72 cm [Mitteltafel], Öl auf Holz; Inv. Nr. RF 588 A–C)[20]
  - Die Hochzeit zu Cana mit dem Stifter Jean de Sedano und seiner Familie, um 1500/10 (100 × 128 cm, Öl auf Holz; Inv. Nr. 1995)[21]
  - Segnender Gottvater, 1506 (46 × 88 cm, Öl auf Holz; Inv. Nr. RF 2228)[22]
- Rouen, Musée des beaux-arts de Rouen:
  - Jungfrau und Kind mit weiblichen Heiligen, um 1509 (120 × 213 cm, Öl auf Holz; Inv. Nr. D.803.4.)[23]
- Toledo, Museum of Art:
  - Auferweckung des ertrunkenen Kindes, um 1500/10 (55,1 × 32,7 cm, Öl auf Holz; Inv. Nr. 1959.21)
  - Anbetung der Hostie, um 1500/10 (57,3 × 34 cm, Öl auf Holz; Inv. Nr. 1959.22)
  - Antonius predigt den Fischen, um 1500/10 (55,6 × 32,6 cm; Öl auf Holz; Inv. Nr. 1959.23)
- Washington, National Gallery of Art:
  - Rast auf der Flucht nach Ägypten, um 1510 (41,9 × 42,2 cm, Öl auf Holz; Inv. Nr. 1937.1.43)